# Beredskapslok (reserv)

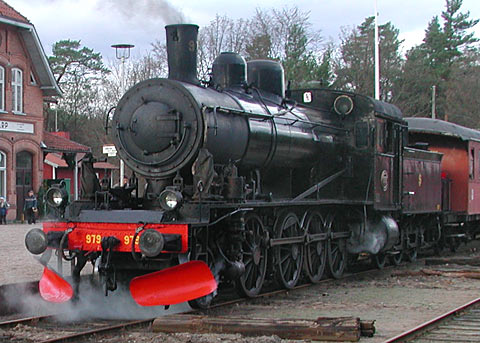
Ånglok littera E2, en av de loktyper som ställdes upp som beredskapslok

Beredskapslok är ett äldre lokomotiv uppställt för att kunna användas i krissituationer, krigsfara eller krig. 

## Sverige
Efter andra världskriget syntes i Sverige behovet av en stor lokreserv i händelse av krig. Dessutom fanns behov av lok som ej var beroende av eltillförsel eller av importerad diesel. För att komma till rätta med detta militärstrategiska behov inleddes beredskapslagring av ca 150 äldre, men fullt funktionella ånglok av littera B, E, E2 och E10. Dessa förvarades i enkla skjul av trä eller korrugerad plåt, ofta på avlägsna stationer där oanvända sidospår fanns att tillgå. Loken konserverades mot rost och prövades med jämna intervall för att funktionen skulle försäkras. Efterhand kom även en del diesellok att förrådsställas i beredskapspark. 
Efter Sovjetunionens fall och kalla krigets upphörande avskaffades beredskapslokparken eftersom man inte längre såg något behov av beredskapslok. Därtill kom att andelen lokförare med erforderliga kunskaper om ångloksdrift samt kunniga reparatörer minskat mycket snabbt sedan SJ helt upphörde med ångdrift 1972. Många före detta beredskapsånglok har blivit driftlok på museijärnvägar eller ställts ut, till exempel på Lokmuseet i Grängesberg. Några har exporterats till utländska museibanor. Även en del tidiga diesellokomotorer som förrådsställts återfinns numera på museibanor. Ytterligare några har blivit driftlok för privata entreprenörer.